# Diocèse orthodoxe russe de Chersonèse
Le diocèse orthodoxe russe de Chersonèse ou diocèse de Chersonèse (en russe : Корсунская епархия) est un diocèse de l'Église orthodoxe rattaché canoniquement à l'Église orthodoxe russe (EOR) et placé sous l'autorité du Saint-Synode de l'Église orthodoxe russe.
Le chef du diocèse est, depuis le 7 juin 2022, Monseigneur Nestor Sirotenko.
Depuis le 28 décembre 2018, le diocèse de Chersonèse fait partie de l'exarchat patriarcal en Europe occidentale. Le primat de l'exarchat est aussi primat du diocèse de Chersonèse.

## Histoire

### Création et débuts (1960-2007)
Un « diocèse de Chersonèse » est créé en 1960, mais « [l]e diocèse de Chersonèse, à proprement parler, est né à la fin des années 1980 comme héritier de l'exarchat d'Europe occidentale ».
Au départ, le diocèse est chargé des communautés relevant du patriarcat de Moscou en France, Espagne, Portugal, Suisse et Italie.
Son nom reprend celui d'un évêché ancien, l'évêché de Chersonèse, ville d'origine grecque de Chersonèse taurique (actuelle Crimée) ; cette ville était devenue évêché au IXe siècle, à l'époque byzantine, avant de passer sous le contrôle des Turcs et de péricliter. Le nom russe Корсунская епархия (« Korsounskaïa eparkhia ») est fondé sur une forme slave archaïque (Korsoun') du nom de la ville ancienne, alors que dans la langue usuelle, celle-ci est appelée Херсонес (« Khersones »).

### Événements notables (2007-2018)

#### Séparation des paroisses italiennes (2007)
Le 27 décembre 2007, les paroisses du Patriarcat de Moscou en Italie (en) sont placées sous l'autorité de l'évêque titulaire de Bogorodsk (ru) par décision du Saint-Synode,, et forment une « structure canonique indépendante »,,.
Le 28 décembre 2018, ces paroisses italiennes (en) seront intégrées à l'exarchat patriarcal en Europe occidentale.

#### La création d'un séminaire (2008)
Le 15 avril 2008, le Saint-Synode décide de créer un séminaire orthodoxe russe  en région parisienne,,, qui ouvre en septembre 2009 dans la maison Sainte-Geneviève à Épinay-sous-Sénart,.

#### La construction d'un nouveau siège épiscopal (2013-2016)
La construction de la cathédrale de la Sainte-Trinité de Paris, située près du pont de l'Alma (1, quai Branly, 75007), commence en 2013 et s'achève en 2016. Cet édifice remplace alors l'église des Trois-Saints-Docteurs (5, rue Petel, 75015) comme centre du diocèse de Chersonèse.

### Les réformes de décembre 2018 et février 2019
Le 28 décembre 2018, le Saint-Synode prend plusieurs décisions importantes.

#### La création de l'exarchat d'Europe occidentale
Il crée une nouvelle structure, l'exarchat patriarcal en Europe occidentale, qui inclut le diocèse de Chersonèse et les paroisses italiennes du patriarcat.
Jean (Rochtchine) (en), évêque de Bogorodsk, est placé à la tête de cet exarchat ainsi qu'à la tête du diocèse de Chersonèse,,,.

#### Séparation des paroisses d'Espagne et de Portugal
Le Saint-Synode crée un diocèse d'Espagne et du Portugal (en) et place à sa tête Nestor Sirotenko, précédemment évêque de Chersonèse.
Ce diocèse est créé par une scission du diocèse de Chersonèse, mais est intégré à l'exarchat.

#### La redéfinition du ressort territorial du diocèse de Chersonèse (2019)
Le 26 février 2019, le Saint-Synode redéfinit le territoire officiel du diocèse de Chersonèse, qui couvre désormais quatre entités politiques : la France, Monaco, la Suisse et le Liechtenstein,,.

## Liste des évêques
- Nicolas (Eremine) (5 janvier 1960 - 14 janvier 1963)[réf. nécessaire]
- Pierre (L'Huillier) (12 septembre 1968 - 16 novembre 1979)[réf. nécessaire]
- Philarète (Vakhromeïev) (16 novembre 1979 - 28 mars 1984), métropolite de Minsk
- Vladimir (Sabodan) (28 mars 1984 - 20 février 1990), métropolite de Rostov[19]
- Cyrille (Goundiaïev) (20 février - 27 octobre 1990), archevêque de Smolensk[20]
- Valentin (Michtchuk) (27 octobre 1990 - 18 février 1992)[réf. nécessaire]
- Gurias (Chalimov) (14 janvier 1993 - 31 mars 1999)[21]
- Cyrille (Goundiaïev) (31 mars - 6 octobre 1999), métropolite de Smolensk[réf. nécessaire]
- Innocent (Vassiliev) (6 octobre 1999[22] - 24 décembre 2010)[18]
- Nestor Sirotenko (24 décembre 2010 - 28 décembre 2018)[15],[18]
- Jean (Rochtchine) (en) (28 décembre 2018[14] - 30 mai 2019[23]), métropolite de Chersonèse et d'Europe occidentale
- Antoine Sevryuk (ru)(30 mai 2019 -7 juin 2022)[24],[25],[26],[27],[28]
- Nestor Sirotenko (7 juin 2022 -), métropolite de Chersonèse et d'Europe occidentale